# Chiesa di Santa Maria in Apparizione
La chiesa di Santa Maria in Apparizione è un luogo di culto cattolico situato nel quartiere di Apparizione nel comune di Genova, nella città metropolitana di Genova. L'edificio è sede della parrocchia omonima del vicariato di San Martino-Valle Sturla dell'arcidiocesi di Genova.

## Storia e descrizione

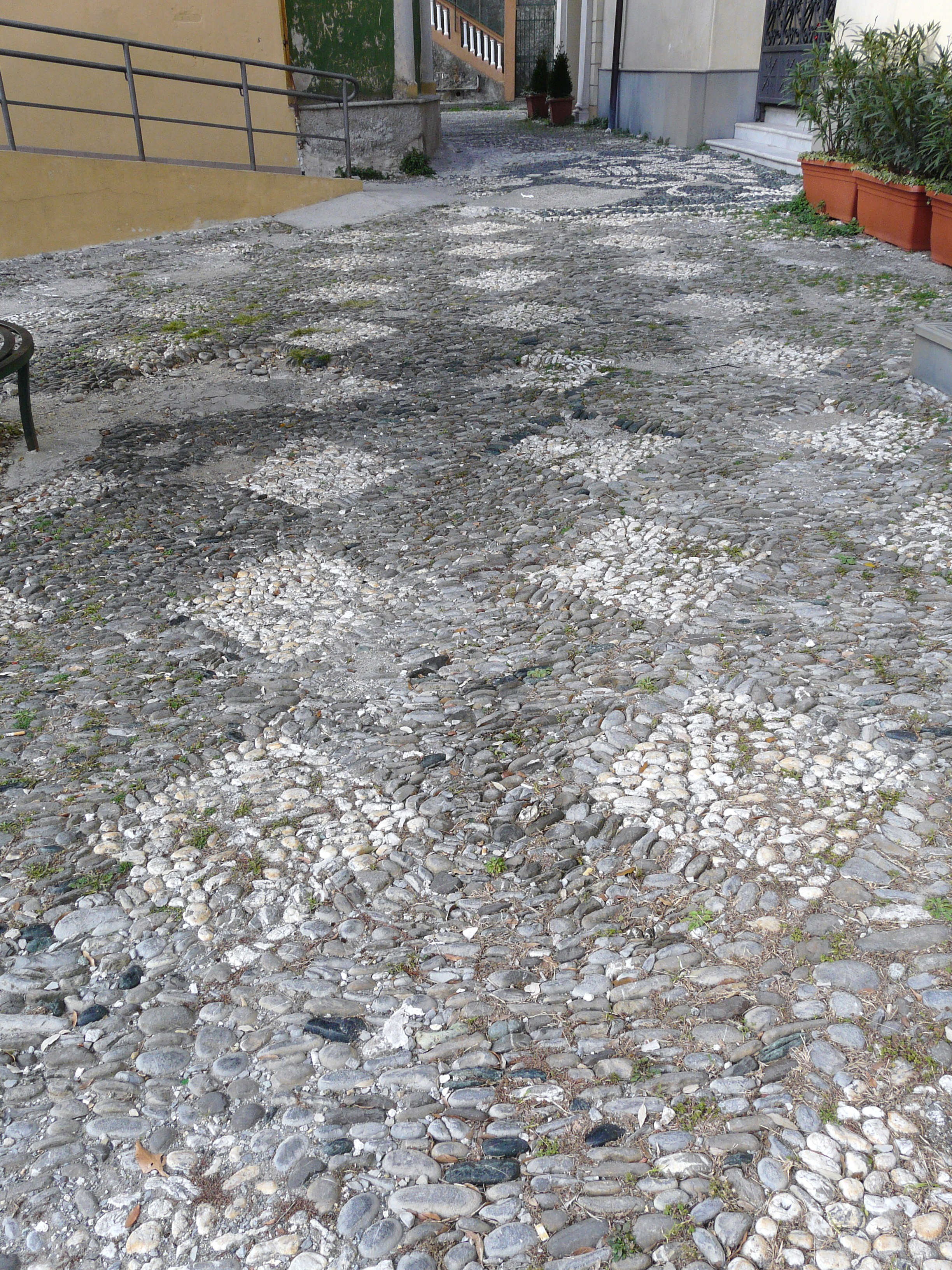
Il sagrato antistante la chiesa

L'edificazione della chiesa avvenne, secondo la tradizione locale, dopo il ritrovamento il 17 maggio del 1315, tra i cespugli, di una statuina raffigurante la Vergine Maria lungo una fonte posta alle falde del monte Fasce. A ritrovare tale scultura fu una bambina, di nome Marietta, sordomuta dalla nascita ma che dall'evento considerato miracoloso riacquistò l'uso della parola. Di li a poco venne costruita una piccola cappella e, nei secoli, l'odierno edificio parrocchiale che ancora conserva, presso l'altare maggiore, la piccola effigie mariana che fu incoronata il 15 agosto 1879.
Un primo e sostanziale ingrandimento del luogo di culto avvenne con l'elevazione della cappella in parrocchia di Apparizione, e quindi a partire dal 1638, con i lavori che, almeno nel suo perimetro murario, si conclusero entro il 1651 e interventi ancora nel 1666. Inizialmente la cappella dipendeva dalla chiesa di San Giovanni Battista di Quarto dei Mille e fu il cardinale di Genova Stefano Durazzo a istituire il titolo parrocchiale. Le attuali forme architettoniche sono risalenti alle rivisitazioni del 1736.
L'interno è a unica navata e con la presenza di quattro cappelle ai lati, incavate di due metri e mezzo e delimitate da balaustre marmoree. La facciata interna, inizialmente a capanna, venne modificata nel 1887 quando fu costruito il vano d'accesso all'organo posto in controfacciata, quest'ultimo realizzato da Giacomo Locatelli e che andò a sostituire un precedente strumento del 1749 di Tommaso Roccatagliata (ora conservato nell'oratorio di San Giacinto).
Nella grande volta a botte è affrescata l'Assunzione di Maria in cielo, opera datata al 1685 di autore ignoto. Le altre decorazioni pittoriche sono il frutto di restauri interni avvenuti negli anni cinquanta del XX secolo.

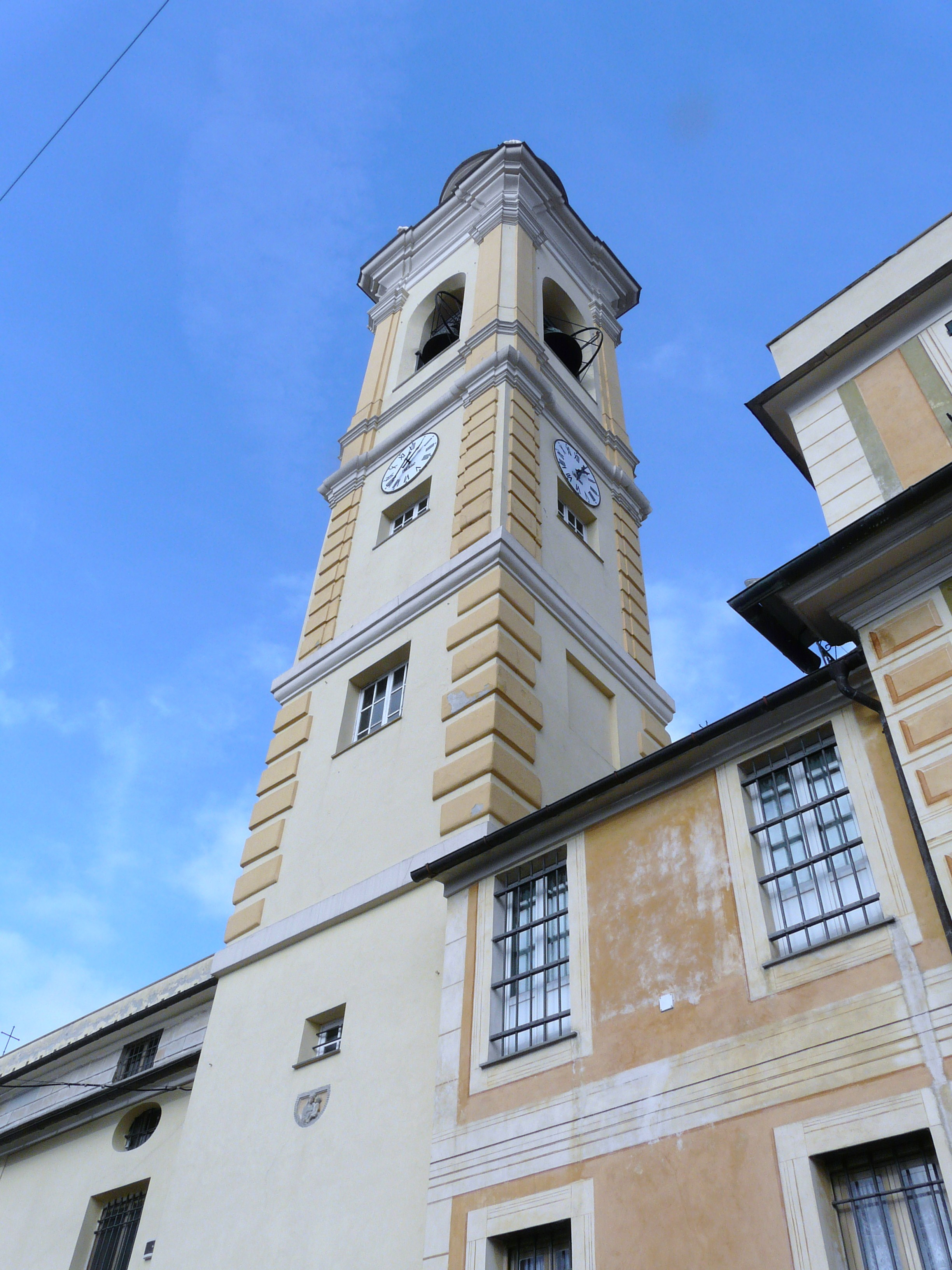
Il campanile del 1771

Nella cappella di sant'Antonio abate è conservato il dipinto raffigurante Nostra Signora della Cintura, tela che fu realizzata nella metà del XVII secolo per opera di un pittore genovese, forse, ma senza riscontri certi, pure a Giuseppe Badaracco; nella cappella di fronte, dedicata alle anime, è posto un ligneo crocifisso ascrivibile alla bottega di Anton Maria Maragliano; nella cappella a sinistra del presbiterio trova collocazione la statua del Sacro Cuore di Gesù dello scultore Attilio Righetti del 1906.
Particolare per le sue forme barocche è la cappella a destra della zona presbiteriale, intitolata a Nostra Signora del Rosario, che venne rivista nel corso dell'ultimo intervento strutturale del XVIII secolo. Nella nicchia dell'altare in marmo, realizzato da Andrea Casareggio, sono collocate le quindici formelle in rame dei misteri del rosario, e che furono dipinte da Andrea Delle Piane, che circondano la statua della Madonna del Rosario della bottega del Maragliano.
Presso l'altare maggiore è esposta la statua della Madonna col Bambino, conservata in una nicchia del 1953, e la tela di Santa Brigida, un frate francescano e la bambina Marietta ai piedi del monte in venerazione della Vergine Maria. Il coro in legno di noce è del 1752 e opera di Francesco Poggio.
Il campanile è del 1771.